# Al-Hussayn ibn Numayr
Al-Hussayn ibn Numayr as-Sakuní —àrab: الحصين بن النمير بن نائل السكوني, al-Ḥusayn b. an-Numayr as-Sakūnī— o, més senzillament, al-Hussayn ibn Numayr fou un general sufyanita de la tribu kindita dels sakun.
Va combatre per Muàwiya I a Siffin (657). Quan va pujar al tron Yazid I era governador del jund de Homs (680). En l'expedició a la Meca i Medina fou nomenat lloctinent del general en cap Múslim ibn Uqba al-Murrí i es va destacar a la batalla de la Harra. A punt de morir, Múslim ibn Uqba li va cedir el comandament seguint les ordes del califa. Va assetjar la Meca durant dos mesos i la va bombardejar amb pedres; en aquests dies es va incendiar la Kaba; estava a punt d'ocupar la ciutat quan la mort de Yazid (683) va aturar les operacions. Va demanar a Ibn az-Zubayr d'anar amb ell a Síria i ser proclamat califa, però Ibn az-Zubayr va refusar i al-Hussayn va retornar a Síria on va donar suport a Marwan ibn al-Hàkam en comptes del jove Khalid.
El 685 fou enviat a Mesopotàmia on va derrotar els rebels xiïtes dirigits per Sulayman ibn Surad a la batalla d'Ayn al-Warda (6 de gener del 685), però va morir al cap de dos anys a la batalla de Khazir a mans d'Ibrahim ibn al-Àixtar (5 o 6 d'agost del 686).